# أوش (مترو باريس)
أوش (بالفرنسية: Hoche)‏ هي محطة مترو تابعة لمترو باريس تقع في فرنسا في بانتان.